# Otto Heinrich Schindewolf
Otto Heinrich Schindewolf (* 7. Juni 1896 in Hannover; † 10. Juni 1971 in Tübingen) war ein deutscher Paläontologe.

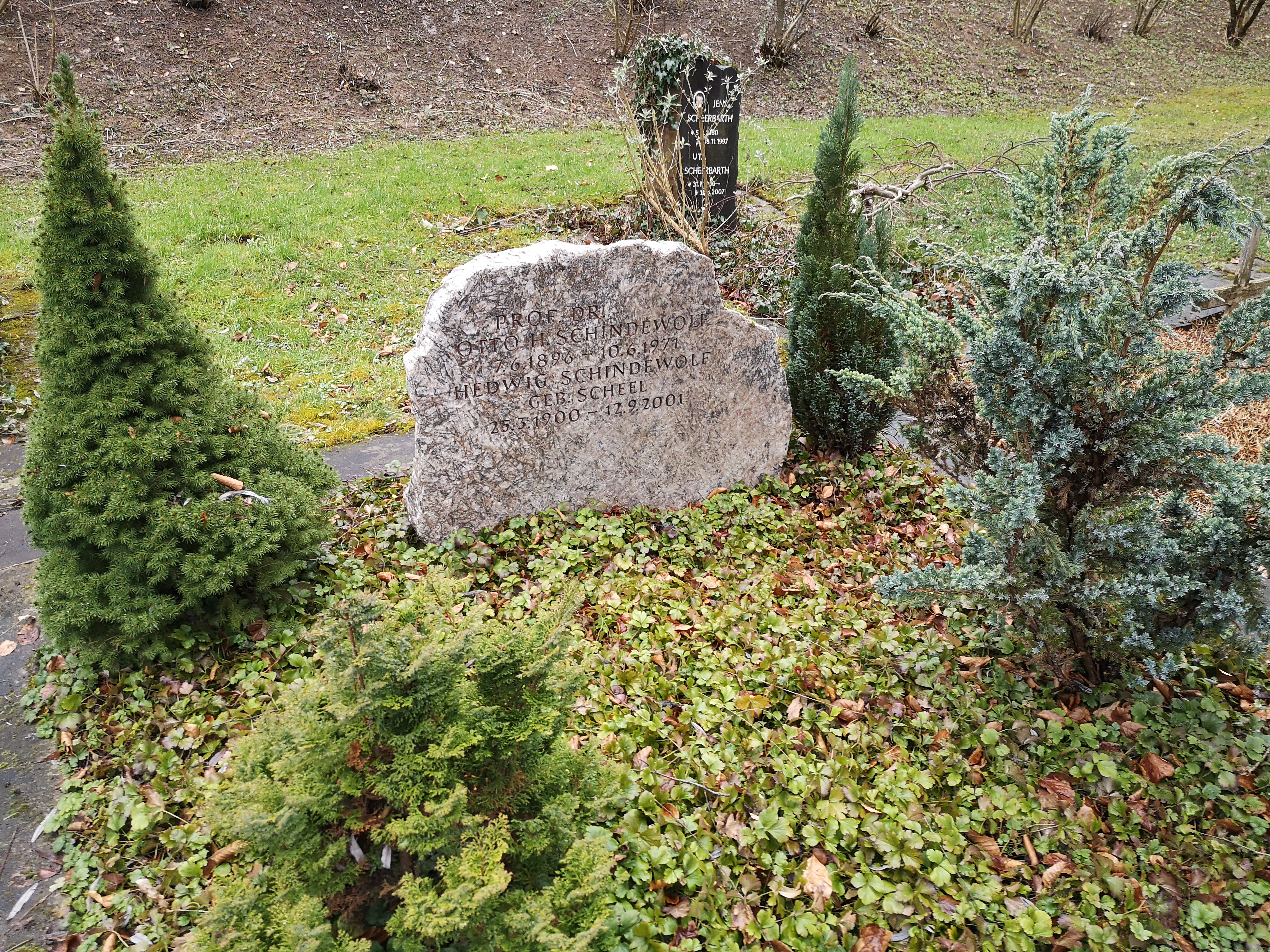
Grab auf dem Bergfriedhof (Tübingen)

## Leben
Schindewolf wurde 1896 in Hannover geboren. Er studierte ab 1914 an der Universität Göttingen unter anderem bei Hans Stille und Rudolf Wedekind und nach Unterbrechung durch Wehrdienst im Ersten Weltkrieg an der Universität Marburg, wohin er Wedekind folgte, bei dem er 1919 über Ammoniten des Oberdevon aus der Gegend um Hof promoviert wurde. 1921 habilitierte er sich als Assistent von Wedekind und 1927 wurde er außerplanmäßiger Professor in Marburg. Im selben Jahr ging er zur Preußischen Geologischen Landesanstalt in Berlin, wo er Leiter der Paläozoologie war und die Sammlung und Bibliothek betreute. 1933 war er in den USA. 1947 wurde er ordentlicher Professor für Paläontologie an der Humboldt-Universität Berlin. Von 1948 bis zur Emeritierung 1964 war er Professor an der Universität Tübingen und Direktor des dortigen Paläontologischen Instituts. 1956/1957 war er Rektor der Universität.
Schindewolf war mit Hedwig Schindewolf geb. Scheel (* 25. März 1900; † 12. September 2001) verheiratet und hatte mit ihr die Söhne Eberhart Schindewolf und Ulrich Schindewolf.

## Werk
Als Paläontologe befasste er sich vor allem mit Ammoniten und Korallen, war aber auch sehr an den Folgerungen für die Evolutionstheorie interessiert, die sich aus der Paläontologie ergaben. In seiner Typostrophenlehre entwickelte er idealisierte Vorstellungen über das gesetzmäßige Aufblühen und Aussterben von Arten in der Erdgeschichte. Im Gegensatz zur überwiegenden Mehrzahl der Evolutionsforscher (Moderne Synthese), die den Fortgang der Evolution durch kleine graduelle Veränderungen annahmen, sprach sich Schindewolf für die Existenz sprunghafter Änderungen durch Großmutationen im Sinne von Richard Goldschmidt (hopeful monsters) aus. Nach einer griffigen Formulierung von Schindewolf entstand der erste Vogel aus einem Reptilienei. Diese sprunghaften Änderungen waren auch nach Schindewolf der eigentliche Grund, warum Paläontologen vielfach Übergangsformen nicht finden konnten. In seinem Hauptwerk Grundfragen der Paläontologie stellt Schindewolf seine Typostrophen-Theorie umfassend dar. Dieses Lehrbuch war lange Zeit das Standardwerk der Evolutionstheorie für deutsche Paläontologen. 1993 erschien eine englische Übersetzung des Hauptwerkes, weil Ansichten Schindewolfs im Werk Stephen Jay Goulds (im punctualism (Punktualismus) bzw. punctuated equilibrium) z. T. wieder aufgegriffen werden. Schindewolf selbst vermutete später außerirdische Ursachen für die Zunahme von Mutationen (Zunahme kosmischer Strahlung). 1954 betrieb er Feldstudien im Salzgebirge in Pakistan, wo er die Perm-Trias-Grenze erforschte, an dem ein großer Umbruch in der Fauna stattfand (Massenaussterben), und wo er Belege für die von ihm entwickelte alternative Evolutionstheorie suchte.

## Ehrungen und Mitgliedschaften
1948 erhielt er die Leopold-von-Buch-Plakette. 1962 wurde er Ehrenmitglied der Paläontologischen Gesellschaft. Er war seit 1952 Mitglied der Leopoldina und seit 1958 korrespondierendes Mitglied der Heidelberger Akademie der Wissenschaften. Wissenschaftler der deutschen Expedition GANOVEX III (1982–1983) benannten den Schindewolfgletscher in der Antarktis nach ihm.

## Schüler
- Heinrich Karl Erben
- Karl Alban Hünermann
- Jürgen Remane
- Adolf Seilacher
- Gerd Westermann
- Jost Wiedmann

## Trivia
Schindewolf wird in dem Bestseller Fräulein Smillas Gespür für Schnee von Peter Høeg erwähnt. Es heißt dort, er habe den Begriff „Neokatastrophismus“ in den sechziger Jahren geprägt.

## Schriften (Auswahl)
- Studien aus dem Marburger Buntsandstein. I. Über Fossilhorizonte im Marburger Buntsandstein. Senckenbergiana, III für 1920, Frankfurt a. M. 1921, S. 33–41
- Studien aus dem Marburger Buntsandstein. II. Rindenbildung als rezente chemische Verwitterungserscheinung des Marburger Buntsandsteins. Senckenbergiana, III für 1920, Frankfurt a. M. 1921S,  45–49
- Prinzipienfragen zur biologischen Systematik, Paläontologische Zeitschrift, Band 9, 1928, S. 122–166
- Ontogenie und Phylogenie, Paläontologische Zeitschrift, Band 11, 1929, S. 54–67
- Vergleichende Studien zur Phylogenie, Morphogenie und Terminologie der Ammoneenlobenlinie, Abhandlungen der Preußischen Geologischen Landesanstalt, Heft  115, Berlin 1929
- Paläontologie, Entwicklungslehre und Genetik: Kritik und Synthese, Berlin: Gebrüder Borntraeger 1936
- Beobachtungen und Gedanken zur Deszendenzlehre, Acta Biotheretica, Band 3, 1937, S. 195–221
- Grundlagen und Methoden der paläontologischen Chronologie, Berlin: Borntraeger 1944, 3. Auflage, Naturwissenschaftlicher Verlag vormals Borntraeger, Berlin 1950
- Zum Kampf um die Gestaltung der Abstammungslehre, Die Naturwissenschaften, Band 31, 1944, S. 269–282
- Fragen der Abstammungslehre, Aufsätze und Reden der Senckenbergischen Naturforschenden Gesellschaft, Band 1, Frankfurt: Kramer 1947
- Wesen und Geschichte der Paläontologie, Reihe: Probleme der Wissenschaft in Vergangenheit und Gegenwart, Wissenschaftliche Editionsgesellschaft, Berlin 1948
- Grundfragen der Paläontologie. Geologische Zeitmessung, Organische Stammesentwicklung, Biologische Systematik, Schweizerbart’sche Verlagsbuchhandlung, Stuttgart 1950
- Der Zeitfaktor in der Geologie und Paläontologie, Akademische Antrittsvorlesung Tübingen 8. Juli 1948, Stuttgart, E. Schweizerbart 1950
- Der Zeitfaktor in Geologie und Paläontologie, Zeitschrift der Deutschen Geologischen Gesellschaft, Band 102, Heft 1, 1950, S. 149–167
- Über die möglichen Ursachen der großen erdgeschichtlichen Faunenschnitte, Neues Jahrbuch für Geologie und Paläontologie, Monatshefte, 1954, S. 457–465
- Studien zur Stammesgeschichte der Ammoniten, Teil 1, Abhh. d. Akad. Wiss. u. d. Lit. Mainz, math.-naturwiss. Kl., 1960, S. 635–743
- Neue Systematik, Paläontologische Zeitschrift, Band 36, 1962, S. 59–78
- Neokatastrophismus?, Zeitschrift der Deutschen Geologischen Gesellschaft, Band 114, 1963, S. 430–445
- Erdgeschichte und Weltgeschichte, Abh. d. Akad. Wiss. u. d. Lit. Mainz, math.-naturwiss. Kl., 1964, S. 56–104
- Über den "Typus" in morphologischer und phylogenetischer Biologie. Akad. d. Wissensch. Mathem. Naturwiss. Klasse 4, 1969, S. 55–131
- Phylogenie und Anthropologie aus phylogenetischer Sicht. In: Gadamer/Vogler (Hrsg.): Neue Anthropologie Band 1, Seite 230–292, Stuttgart 1972.
- Basic questions in paleontology: geologic time, organic evolution, and biological systematics, Herausgeber Wolf-Ernst Reif, Vorwort Stephen Jay Gould, University of Chicago Press 1993